# Kaakasaari
Kaakasaari är en ö i Finland. Den ligger i sjön Löytänä och i kommunen Karstula i den ekonomiska regionen  Saarijärvi-Viitasaari och landskapet Mellersta Finland, i den centrala delen av landet, 300 km norr om huvudstaden Helsingfors. Öns area är omkring 230 kvadratmeter och dess största längd är 30 meter i sydöst-nordvästlig riktning.